# Tania Botewa-Malo
Tania Botewa-Malo (auch Tania Boteva-Malo geschrieben, bulgarisch Таниа Ботева-Мало; * 1950 in Sofia) ist eine bulgarische Schriftstellerin und Kinoamateurin.
Boteva-Malo wurde in eine frankophonen Familie geboren. Sie studierte Französische Literatur an der Universität Sofia.

## Werke
- Jeunes filles sur la route, 2009

### Film
- Trois hommes et un chien
- Night Angels, 1995